# Klokánek (projekt FOD)

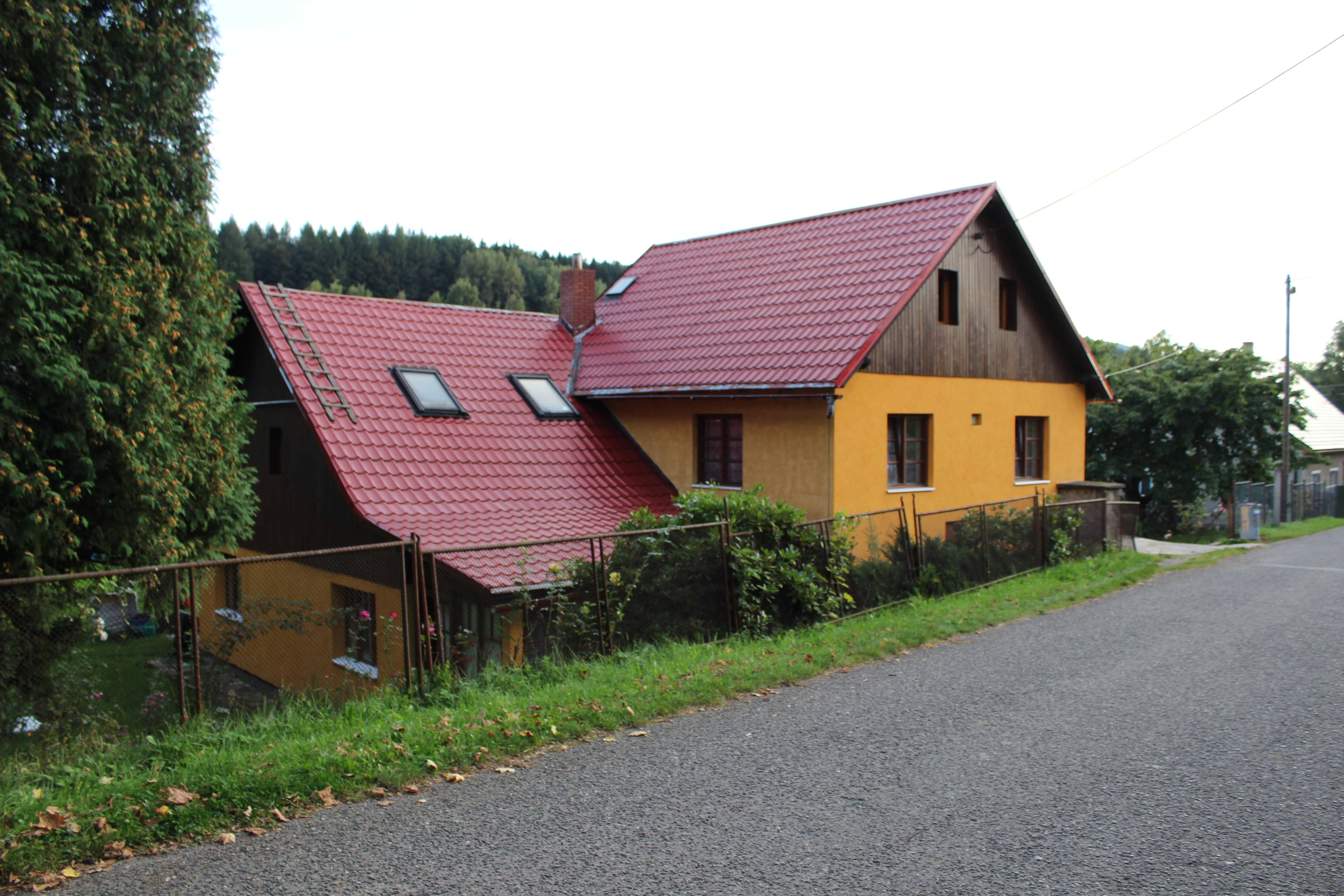
Dům v Lázních Libverdě, kde byl první Klokánek

Klokánek je projekt Fondu ohrožených dětí. Jedná se o zařízení pro děti vyžadující okamžitou pomoc. První Klokánek byl otevřen v Žatci v září 2000.[zdroj?] První Klokánek byl podle Českého rozhlasu otevřen v roce 2000 v Lázních Libverdě ve Frýdlantském výběžku na severu České republiky. V současné době[kdy?] již existuje šestnáct Klokánků na území celé České republiky, s celkovým počtem 320 míst.
V květnu 2015 vydala Česká správa sociálního zabezpečení exekuci na Fond ohrožených dětí, který je provozovatelem Klokánků. Dluhy fondu dosahují asi 22 milionů korun. Podle Marie Vodičkové se FOD dostal do dluhů kvůli zpožděným platbám od státu a také úpravě novely zákona o sociálněprávní ochraně dětí.

## Život v Klokánku
Nejčastěji se do Klokánků dostanou děti zanedbávané, nebo ty, které trpěly domácím násilím, či jejichž rodiče jim nebyli schopni zajistit řádnou péči apod. Hlavní myšlenkou Klokánku je vrátit děti zpět do jejich rodiny, jakmile to bude možné (až se upraví podmínky - bytová situace, problém rodičů s alkoholem, apod.), případně v Klokánku zůstanou na nezbytně nutnou dobu, dokud pro ně nebude nalezena trvalá náhradní rodinná péče (osvojení, pěstounská péče, svěření do výchovy třetí osoby).
Klokánky přijímají děti na základě žádosti rodičů, soudního rozhodnutí (předběžné opatření nebo rozsudek), žádosti orgánu sociálně-právní ochrany dětí, žádosti dítěte samotného či nezúčastněné osoby, která dítě nalezne či ví o jeho krizové situaci. K umístění potřebného dítěte do Klokánku tak není třeba rozhodnutí soudu, může tam pobývat i proti vůli rodiče, do doby, než soud rozhodne jinak.
Péči o děti zajišťují tzv. „tety“, které jsou zaměstnanci FOD a jsou za svou práci placeny. Klokánek je nejčastěji dům s více byty. V každém bytě hospodaří dvě tety a dvě paní na výpomoc. Jeden týden je dětem nepřetržitě k dispozici jedna teta a jedna paní na výpomoc (ta dochází podle potřeby) a druhý týden nastupuje druhá dvojice. Život dětí v jednotlivých bytech je co nejvíce podobný životu v běžné rodině. Děti chodí do školky/školy, mají koníčky, kroužky, chodí s kamarády ven, starší dostávají dokonce kapesné. Mohou komunikovat se svými rodiči.
Děti v Klokánku jsou často zanedbávané a tudíž s lehce či těžce opožděným vývojem. Tety jim tedy věnují zvýšenou pozornost. Děti pomáhají v domácnosti a zajišťují domácí práce vhodné svému věku a schopnostem. Tety na konci každého dne sepisují situace, pokroky, změny, které u jednotlivých dětí nastaly. Dokumentace je nezbytná pro soudy, které rozhodují o osudech dětí.

## Nedostatek prostředků
Začátkem dubna 2013 vláda projevila záměr rozšířit pěstounskou péči na přechodnou dobu a malé děti tak dostat z ústavů do profesionálních pěstounských rodin. Prověřených a proškolených pěstounských rodin je však zatím stále nedostatek. Předsedkyně FOD JUDr. Marie Vodičková se sešla kvůli projednání situace s první dámou České republiky, Ivanou Zemanovou. Stát krátí příspěvky a dotace směřující do FOD. Kvůli změnám koncem února 2013 zbankrotovalo karvinské zařízení pro děti v nouzi Heřmánek. Děti z něj skončily v ústavech.
I přes veškerou snahu aktivistů, patronů a sponzorů Klokánky zatím nemají dostatek prostředků k bezproblémovému fungování a naplňování svého cíle.